# Sawa Kononowicz
Sawa Kononowicz (ukr.: Са́ва Кононо́вич) – hetman kozaków rejestrowych w 1637 roku.
Wybrano go na radzie kozackiej na rzece Rosawie (ukr.: Росава). Kononowicz był hetmanem silnej orientacji propolskiej. Sam był Rosjaninem z pochodzenia. W 1637 r. został zabity w czasie Powstania Pawluka.